# Marco Förster
Marco Förster (* 23. April 1976 in Frankfurt (Oder)) ist ein deutscher Fußballspieler.

## Karriere
Förster begann seine Karriere in der Jugend des VfB Leipzig. 1995 gelang ihm der Sprung ins Profiteam und er spielte in den nächsten zwei Jahren insgesamt 19 Mal für Leipzig in der 2. Liga. Sein Debüt gab er beim 2:1-Sieg gegen den Chemnitzer FC am 4. August 1995. In der Saison 1997/98 spielte er ebenfalls in der 2. Liga für den FSV Zwickau. Nach zwei Jahren in der Regionalliga für den FC Sachsen Leipzig und den Eisenhüttenstädter FC Stahl wechselte er 2000 zu Akratitos Ano Liosia in die zweite griechische Liga (Beta Ethniki). Bis 2004 spielte er bei verschiedenen griechischen Zweitligisten, dann wechselte er zu AE Larisa, mit denen er 2005 direkt in die Griechische Super League aufstieg.
In den kommenden drei Jahren wurde er zum Stammspieler in der 1. Liga und gewann 2007 mit seinem Team sogar den griechischen Pokal. In der Saison 2007/08 kam er dreimal im UEFA-Cup zum Einsatz. Zunächst in den beiden Spielen der Vorrunde, in der man die Blackburn Rovers ausschaltete, und schließlich in der Zwischenrunde gegen den FC Everton.
Am Ende der Saison wechselte er zu AE Paphos in die First Division in Zypern. Ab 2009 spielte er wieder in der zweiten griechischen Liga bei Anagennisi Karditsa. 2010 kehrte er zurück nach Deutschland und war in der Saison 2010/11 für den FC Oberlausitz Neugersdorf in der sechstklassigen Landesliga Sachsen aktiv. Mit je einem Jahr beim Landesligisten SV See 90 in Ostsachsen und anschließend beim SV Trebendorf klang seine Karriere aus.